# Джокич, Деян
Деян Джокич (нем. Dejan Djokic; род. 26 сентября 2000, Валенштадт) — швейцарский футболист, нападающий клуба «Сьон».

## Карьера
Джокич начал свою карьеру в «Валенштадте», в 2016 году он перешел в молодёжную команду столичного клуба Лихтенштейна «Вадуца». 25 сентября 2019 года в 8 туре он дебютировал за первую команду в Челлендж лиге, против «Виля» (4:1), когда он вышел вместо Мануэля Зуттера на 81-й минуте. К концу сезона он сыграл в одиннадцати матчах за первую команду «Вадуца», завершившим сезон третьим в лиге. В следующем сезоне «Вадуц» вышел в Суперлигу Швейцарии. Он дебютировал в Суперлиге 27 сентября 2020 года во втором туре против «Санкт-Галлена» (0:1), заменив Тунахана Чичека на 88-й минуте. 21 мая 2024 года «Вадуц» объявил, что Джокич и ещё несколько игроков покинут клуб летом по окончании контракта.